# 엄현정
엄현정(1974년 8월 13일 ~ )은 대한민국의 성우다. 1996년 MBC에 입사했으며, 현재는 MBC 13기이다. 문화방송 성우극회 소속.

## 주요 출연작품

### 애니메이션
- 간츠 (애니박스) - 사쿠라오카 세이
- 꼬마 마법사 레미 (MBC) - 모타모타 / 천 선생님 / 보라 엄마
  - 꼬마 마법사 레미 샵 (MBC) - 에이스 / 천 선생님 / 마조린 / 모타모타 / 한별 / 순분 / 보라 엄마 / 마조톤
  - 꼬마 마법사 레미 포르테 (MBC) - 천 선생님 / 마조린 / 보라 엄마
- 굴뚝마을의 푸펠 - 로라, 유년 시절의 안토니오
- 낚시왕 강바다 (MBC) - 흑마회장
- 닥터 슬럼프 (MBC) - 꼭지
- 동글동글 붕어빵맨 (재능TV) - 블루
- 디가타 원정대 (애니맥스) - 레이젤 여사
- 루시의 꿈나라 이야기 (EBS)
- 모험왕 걸리버 (MBC) - 리리
- 바시르와 왈츠를 (MBC) - 자하바 솔로몬
- 별난 가족 힐 (EBS) - 페기 힐
- 부메랑 파이터 (MBC) - 펀치
- 블레이징 틴스 (재능TV) - 토니
- 스타게이트 (EBS) - 시애틀 몬토야
- 심슨 가족 (EBS)
- 오! 나의 여신님 (애니맥스) - 마라
- 장금이의 꿈 (MBC) - 편마
- 접속 트윕시 (EBS) - 리시
- 절대무적 라이징오 (MBC) - 고운 / 봉이 / 우람
- 지옥소녀 (애니맥스) - 유키
- 천계왕자 칭칭 (재능TV) - 세바스찬
- 파워레인저 매직포스 (재능TV) - 마지엘
- 파이널 판타지 (MBC) - 제인 (페리 길핀)

### 외화

#### 드라마
- 24 (MBC) - 섀리 파머 (페니 존슨 제럴드)
- 동양특급 로형사 (MBC)
- CSI 뉴욕 (MBC) - 매디 (로리 페티)
  - CSI 마이애미 (MBC) - 나탈리아 보아 비스타

#### 영화
- 단짝 친구들 (MBC) - 베니 (미니 드라이버)
- 동사서독 (MBC) - 모용연 (임청하)
- 마르셀의 여름 (MBC) - 오귀스틴 (내털리 로셀)
- 마지막 지하철 (SBS)
- 보거스 (MBC)
- 불멸의 연인 (MBC) - 애나 메리 어도디 (이사벨라 로셀리니)
- 사랑과 영혼 (MBC) - 오다 매 브라운 (우피 골드버그)
- 스크림 2 (MBC) - 데비 (로리 멧커프)
- 신용문객잔 (MBC) - 구모언 (임청하)
- 아담스 패밀리 2 (MBC) - 데비 (조앤 큐잭)
- 아들의 방 (MBC) - 파올라 (로라 모란테)
- 애수 (MBC)
- 앱솔루트 파워 (SBS)
- 언더월드 (MBC) - 셀렌 (케이트 베킨세일)
- 유혹은 밤 그림자처럼 (MBC) - 왈로스 형사 (로리 멧커프)
- 집행자 (SBS) - 리즈 (챈드라 웨스트)
- 캐리비안의 해적: 망자의 함 (MBC) - 티아 달마 (나오미 해리스)/토르투가 행인
- 트윈 이펙트 (SBS) - 아이비
- 폴리스 스토리 (MBC) - 셀리나(임청하)
- 폴리스 스토리 3 (MBC) - 양건화 (양자경)
- 희극지왕 (SBS) - 두연아 (막문위)
- 007 네버다이 (MBC) - 웨이 린 (양자경)
- 23년간의 짝사랑 (MBC) - 비비 버먼 (캐시 베이츠)
- 인게이지먼트 (SBS) - 엘로디
- 킬 빌 (SBS) - 오렌 (루시 류)
- 턱시도 (SBS) - 스티나 (데비 메이저)
- 컨피던스 (SBS) - 릴리 (레이철 바이스)
- 더 헌팅 (SBS) - 테오 (캐서린 지타존스)
- 축복의 조건 (SBS)
- 상성 : 상처받은 도시 (MBC) - 수전 (서정뢰)
- 시카고 (MBC) - 메리 선샤인 (크리스틴 배런스키)
- 사관과 신사 (MBC)
- 콘 에어 (MBC) - 비숍 교도관 (레이철 티코틴)
- 페이스 오프 (MBC) - 이브 아처 (조앤 앨런)
- 프로젝트 B (MBC) - 정반장(이기홍)
- 내겐 너무 가벼운 그녀 (MBC) - 로즈메리 엄마
- 콜드 마운틴 (MBC) - 루비 (러네이 젤위거)
- 웰컴 투 정글 (MBC) - 마리아나 (로사리오 도슨)
- 마스크 오브 조로 (MBC)
- 007옥토퍼시 (MBC)
- 더블 크라임 (MBC) - 어비(트레이시 빌라)
- 이연걸의 소림오조 (MBC) - 문정 (사묘)
- 롤러볼 (MBC) - 오로라 (리베카 로메인)
- 코어 (MBC) - 베크 차일즈 (힐러리 스왱크)
- 바이센테니얼 맨 (MBC) - 여의장
- 무인 곽원갑 (MBC) - 월자의 할머니(곡운)
- 당신이 잠든 사이에 (MBC) - 애슐리 (앨리 워커)
- 싸늘한 여름 (MBC) - 세실
- 고스포드 파크 (MBC) - 메리 (켈리 맥도널드)
- 큰 도둑 작은 도둑 (MBC) - 로라
- 왓 위민 원트 (MBC) - 롤라 (머리사 토메이)
- 미션 임파서블 (MBC) - 새러 (크리스틴 스콧 토머스)
- 책상서랍 속의 동화 (MBC) - 아나운서
- 패밀리 맨 (MBC) - 케이트 레이놀즈 (테아 레오니)
- 로스트 인 스페이스 (MBC) - 페니 (레이시 셔베어)
- 캐스퍼와 웬디 (MBC) - 개비(마녀)
- 큐브 (MBC) - 레 번 (니콜 드 보에)
- 왓처 (MBC) - 폴리 (머리사 토메이)
- 질리안의 37번째 생일에 (MBC) - 케빈 (웬디 크루슨)
- 가위손 (MBC) - 케빈 (로버트 올리버리)
- 영웅신탐 (MBC)
- 스피시즈 (MBC)
- 카오스 팩터 (MBC)
- 아이언 이글 (MBC)
- 토네이도 (MBC) - 소피 베르거 (리사 마르티넥)
- 셧 업 (SBS) - 카티아 (리오노어 바렐라)
- 에어 콘트롤 (MBC)
- 복제인간의 제국 (MBC)
- 코어 (MBC) - 베크 차일즈 (힐러리 스왱크)
- 리틀 킹 (MBC)
- 나쁜 녀석들 (MBC) - 줄리 모트 (테인 레오니)
- 정복자 펠레 (MBC) - 루드(트로엘스 어즈무센)
- 딥 임팩트 (MBC) - 베이커 (스테퍼니 패튼)
- 뮤리엘의 웨딩 (MBC)
- 블루 데블 (MBC)
- 피고인 (MBC)
- 러시아워 (MBC)
- 스트레이트 슈터 (MBC)
- 굿바이 마이 프렌드 (MBC)
- 베토벤 (MBC) - 불량배(페트릭 라브렉크)
- 낭만풍폭 (MBC)
- 창공의 여왕 (MBC)
- 일렉션 (MBC) - 린다 노보트니 (딜레이니 드리스콜)
- 플래시댄스 (MBC)
- 구름 속의 산책 (MBC)
- 론머맨 (MBC) - 래리 박사 아내
- 광부의 딸 (MBC)
- 결혼 만들기 (MBC)
- 뱀파이어 해결사 (MBC)
- 나 홀로 집에 2 (MBC) - 밤거리 여성(카렌 지오다노)
- 나 홀로 집에 3 (MBC)
- 아스테릭스 2: 미션 클레오파트라 (MBC) - 시녀(노에미 르누아르)
- 블레이드 (MBC)
- 산드라 블록의 28일 동안 (MBC) - 에벌린
- 스폰 (MBC)
- 옹박 - 두 번째 미션 (MBC) - 마담 로즈 (진싱)
- 컵 (MBC) - 오기엔 (잠양 로드로)
- 패트리어트 게임 (MBC)
- 프리잭 (MBC)
- 인자무적 (MBC)
- 도플갱어 (MBC)
- 인형의 집으로 오세요 (MBC) - 돈 (헤더 마타라조)
- 마틸다 (MBC) - 교장선생님 (팸 페리스)
- 천국의 아이들 (MBC) - 알리(오빠) (아미르 파로크 하세미안)
- 이벤트 호라이즌 (MBC) - 클레어 (홀리 챈트)
- 거짓말 (MBC) - 엘레느 (로레인 브라코)
- 코드명J (MBC) - 제인 (디나 메이어)
- 중화영웅 (MBC) - 수라 (서기)
- 탱크걸 (MBC) - 의사 (로즈 윗)
- 불멸의 연인 (MBC) - 요한나 (조한나 터 스티지)
- 스타트렉6 (MBC) - 발레리스 중위 (킴 캐트럴)
- 록시 (MBC) - 디키 엄마 (프랜시스 피셔)
- 분노의 악령 (MBC) - 엘렌 (캐럴 이브 로젠)
- K2 (MBC)
- 플래툰 (MBC)
- 한 여름 밤의 꿈 (MBC) - 허미아 (애나 프릴)
- 타임 머신(SBS) - 마라(사만다 멈바)
- 베리 배드 씽 (SBS)
- 할로윈 7: H20 (MBC) - 케리 (제이미 리 커티스)
- 써든 데스 (MBC) - 칼라(페이스 민톤)
- 로빈 후드: 도둑들의 왕자 (MBC) - 울프(다니엘 뉴먼)

### 게임
- 천사제국
- 하프라이프 2(밸브 코퍼레이션) - 알릭스 밴스 역
- 헤일로 시리즈 - 코타나 역
- 디아블로3 - 아우리엘 역
- 에이지 오브 코난 - 미스렐 역
- 스타크래프트 - 라자갈 역
- 월드 오브 워크래프트 - 알렉스트라자, 실바나스 역
- 히어로즈 오브 더 스톰 - 아우리엘, 알렉스트라자, 실바나스 역

### 방송
- 신비한 TV 서프라이즈 (MBC)
- 자연은 살아있다 (MBC)
- MBC 연기대상 (MBC)
- TV특종 놀라운 세상 (MBC)
- VJ 특공대 (KBS)
- 휴먼다큐 사람이 좋다 (MBC) - 내레이션
- 다큐공감 188회 : 북촌, 90년의 유산 (KBS) - 내레이션
- 내 몸 플러스 (TV조선) - 내레이션
- 다큐 플러스 50회 : 믿을 水 있을까? (JTBC) - 내레이션

### 라디오
- 격동 50년 (MBC) - 전춘심
- 호텔 아프리카 (MBC) - 아델 친구 / 쿤

### 광고
- 아트만 칫솔 (LG생활건강)

### 기타
- IRKN 뉴욕
- NIKN
- 대교 CD 내레이션
- 코리아나 화장품 CD - 내레이션

## 같이 보기
- 문화방송 성우극회